# Akiko Niwata
Akiko Niwata (庭田 亜樹子, 12 de setembre de 1984) és una exfutbolista japonesa.
Va debutar amb la selecció del Japó el 2003. Va disputar 1 partits amb la selecció del Japó.

## Estadístiques
| Selecció del Japó | Selecció del Japó | Selecció del Japó |
| Anys              | Partits           | Gols              |
| ----------------- | ----------------- | ----------------- |
| 2003              | 1                 | 0                 |
| Total             | 1                 | 0                 |